# Ingetorps sjö
Ingetorps sjö eller Ingetorpssjön är en sjö i Kungälvs kommun mellan Kode och Kareby i Bohuslän och ingår i Göta älv-Bäveåns kustområde. Sjön är 15,2 meter djup, har en yta på 0,141 kvadratkilometer och befinner sig 44,1 meter över havet.
Sjön är en källvattensjö och sägs vara väldigt ren. Det är en av de få sjöar som har sötvattensmusslor. I nära anslutning till sjön finns ett gravfält från 400-talet med 15 stycken gravhögar varav 11 stycken har tillhörande resta stenar (utan inskriptioner). Fornlämningen grävdes ut år 1913, men i och med att gravhögarna innan dess förstörts via grusbeläggning så tillförde utgrävningen inte mycket ny kunskap om platsen. 
Vid sjön, som har ett ansenligt djup, finns en badplats och tidigare en rastplats vid dåvarande Riksväg 2 och E6 tills motorvägen byggdes cirka 1972. En minnessten i bergssidan längs vägen upplyser om att vägen Kongelf-Kyrkeby omlades år 1870.
Sjön blev natten mellan den 16 och 17 augusti 1995 platsen för det uppmärksammade mordet på John Hron.
I anslutning till sjön finns även Svartedalens naturreservat, samt Ingetorps golfbana.

## Delavrinningsområde
Ingetorps sjö ingår i delavrinningsområde (642735-126887) som SMHI kallar för Ovan 642689-126204. Medelhöjden är 40 meter över havet och ytan är 48,18 kvadratkilometer. Det finns inga avrinningsområden uppströms utan avrinningsområdet är högsta punkten. Avrinningsområdets utflöde Grannebyån mynnar i havet. Avrinningsområdet består mestadels av skog (43 %), öppen mark (20 %) och jordbruk (35 %). Avrinningsområdet har 0,2 kvadratkilometer vattenytor vilket ger det en sjöprocent på 0,4 %.